# Карл Теодор (курфюрст Пфальцу)
Карл Теодор (*Karl Philipp Theodor, 10 грудня 1724 — 16 лютого 1799) — пфальцграф Зульцбаський у 1733—1742 роках, курфюрст Пфальцу в 1742—1777 роках (як Карл IV), 6-й курфюрст Баварії у 1777—1799 роках (Карл II).

## Життєпис

### Молоді роки
Походив з Пфальц-Зульцбаської гілки Віттельсбахів. Син Іоганна Кристіана, пфальцграфа Зульцбаського, і Марії Генрієти де ла Тур д'Овернь. Народився у 1724 році неподалік від Брюсселя (тоді Австрійські Нідерланди).
Після смерті матері в 1728 році Карл Теодор у 4-річному віці успадкував маркграфство Берген-оп-Зом, містечко в Північному Брабанті. 1729 році після смерті Йозефа Карла, батько Карла Теодора став новим пфальцграфом Зульцбаським, а сам Карл Теодор став проводити деякий час у Зульцбаху. У 1733 році після смерті його батька Карл Теодор став пфальцграфом Зульцбаським. Здобув гарну освіту в університеті Мангейма.

### Курфюрст Пфальцу
31 грудня 1742 після смерті Карла III Філіпа, останного представника Нойбурзької лінії династії Віттельсбахів, титул курфюрста перейшов в наступну за старшинством лінію пфальцграфів Зульцбаських. Карл Теодор став курфюрстом Пфальца під ім'ям Карла IV. Разом з титулом курфюрста до нього перейшов також титул герцога Юліх і Берга. Того ж року в Мангеймі одружився зі стриєчною сестрою Єлизавета Зульбаською, представницею роду Зульцбахів.
Карл Теодор значну увагу приділяв розбудові своєї столиці Мангейма, піднесенню його на рівень інших європейських столиць епохи Просвітництва. Свідоцтво архітектурних смаків Карла Теодора — мініатюрний палац Бенрат, збудований ним 1755 року для проживання під час приїздів в Юліх-Берг. На літо Карл Теодор перебирався зі своїм двором з Мангеймської резиденції до Шветцінгену.
1753 року надав прихисток Вольтеру, який повертався з Пруссії, потім фінансово підтримував останнього, з яким листувався. 1763 року заснував в місті Академію наук і образотворчих мистецтв.
Також курфюрст був покровителем придворних музик. На запрошення Карла Теодора Йоганн Стаміц перебудував і розширив Гофкапелле. Тут у 1777 році дав низку концертів Вольфганг Амадей Моцарт. В Мангеймі тривалий час гастролювали італійська оперна та французька театральна трупи.
У 1764 році у Дюссельдорфі зафундував Анатоміко-хірургічний колегіум. У 1766 році заснував акушерський будинок у Мангеймі. У 1769 році заснував в Мангеймі Академію малювання, де обладнав антикварну залу.

### Курфюрст Баварії
У 1777 році після смерті останнього представника баварської лінії Віттельсбахів Максиміліана III Йосипа, Карл Теодор став курфюрстом і герцогом Баварії під ім'ям Карл II і переїхав до Мюнхена, що спровокувало протистояння з Австрією. Остання виступила з претензіями на Нижню Баварію і зайняла кілька округів. Карл Теодор, здавшись на вимоги імператора Йосифа II, підписав 3 і 14 січня 1778 року угоду, за якою поступався Нижньою Баварією, володінням Міндельгейм і богемськими ленами в Верхньому Пфальці на частину Австрійських Нідерландів. Але герцог Карл II Август Пфальц-Цвейбрюкенський (з Пфальц-Біркенфельдської лінії Віттельсбахів), як ймовірний спадкоємець, виступив проти цих поступок. Останнього також підтримав Фрідріх II, король Пруссії. Це призвело до Війни за Баварську спадщину (відома як «Картопляна війна»), яка, однак, закінчилася без кровопролиття Тешинськом мирним договором 1779 року, завдяки втручанню Пруссії та Російської імперії. За курфюрстом Карлом Теодором було забезпечено володіння Баварією, окрім Іннської чверті з Брунау (38 миль²), що відійшла до Австрії. Разом з тим, згідно з постановами Вестфальського миру, припинило своє існування і Пфальцьке курфюрство.
В Мюнхені він підпав під вплив фавориток і єзуїтів. Спустошивши скарбницю, Карл Теодор став шукати засоби її поповнення. Для цього звернувся до Франції та Папського престолу. Натомість став переслідувати протестантів. У 1782 році він прийняв в Мюнхені папу римського Пія VI. Натомість той у 1785 році створив в Мюнхені нунціатуру.
Щоб передати Карлу Августу, позашлюбному сину від своєї коханки Марії Йосипи, графині Гейдек, титул графа Бретценгеймського, 1784 року Карл Теодор схилявся до думки поступитися Баварією в обмін на Австрійські Нідерланди. Проте цьому завадив Союз князів на чолі із Фрідріхом II, королем Пруссії. 1785 році цей план остаточно провалився.
У 1785 році призначив камергером і радником американського вигнанця (не підтримав Американську революцію) Бенджаміна Томпсона, який реформував баварське військо та адміністрацію. Того ж року видавав наказ щодо розпуску Ордену ілюмінатів.
Завдяки йому в Мюнхені був створений Англійський сад, один з найбільших міських парків світу.
Разом з тим значну увагу приділяв Пфальцу, де 1780 року заснував Пфальцьке метереологічне товариство в Мангеймі. Воно стало першою міжнародною метереологічною компанією.
У 1770-1780-х роках сприяв розвитку Мангеймського театру, в якому в 1782 році відбулася прем'єра п'єси «Розбійники» Шиллера.
Небажання керувати власне Баварією викликало конфлікт з місцевою знаттю. У 1788 році після конфлікту з Мюнським магістратом переніс власну резиденцію до Мангейму, проте вже у 1789 році повернувся до Мюнхену. 1790 року стає імперським вікарієм. У 1791 році вдалося здолати Мюнхенську міську раду.
З початком Революції у Франції разом з іншими державами вступив до антифранцузької коаліції, проте його війська не брали участі у війні, незважаючи на формальне оголошення. У 1794 році війська Франції захопили Юліх у Берг, 1795 року — Пфальц, а у 1796 році вдерлися до Баварії. Військо Карла Теодора не зуміло чинити гідного спротиву. Тому він звернувся до імператора Франца II по допомогу, що фактично перетворило Баварію у залежну від Австрії державу.
1794 році померла дружина. У 1795 році в Інсбруку одружився з Марією Леопольдіною з роду Габсбург-д'Есте. Карл Теодор помер 1799 року і був похований в крипті Театінеркірхе в Мюнхені. Після його смерті Баварія перейшла до Максиміліана, герцога Пфальц-Цвейбрюккенскому.

## Родина
1. Дружина — Єлизавета Августа Зульцбаська, донька Йозефа Карла, пфальцграфа Зульцбаського
Діти:
- Франц-Людвіг-Йосип (1762)

2. Дружина — Марія Леопольдіна, донька ерцгерцога Фердинанда Австрія-Есте
Діти: не було
7 бастардів (2 сини і 5 доньок)